# Kidnapning
 For alternative betydninger, se Kidnapning (flertydig). (Se også artikler, som begynder med Kidnapning)
Kidnapning er en form for frihedsberøvelse, altså forbrydelsen at tilbageholde en person mod dennes vilje, for eksempel ved indespærring eller bortførelse. Ordet (eng. kidnapping) kommer fra kid "barn" og nap (variantform af nab) "stjæle", "snuppe", "tage". Ordet "kidnapning" henviser således oprindelig til tilbageholdelse af børn, men ordet bruges også, når voksne tilbageholdes eller holdes fanget , sædvanligvis for at få løsepenge eller på anden måde afpresse nogen.
I Danmark falder kidnapning typisk under Straffelovens § 261 om frihedsberøvelse.

## Kendte tilfælde
- Charles Lindberghs søn
- Patty Hearst
- Mordechai Vanunu

## Eksternt link
- "Veckans brott Avsnitt 6 2012". SVT Play. SVT AB. Arkiveret fra originalen 6. februar 2012. Hentet 22. februar 2012.